# Fatum (Čajkovskij)

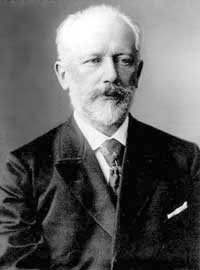
Pëtr Il'ič Čajkovskij

Fatum Op. 77, è un poema sinfonico di Pëtr Il'ič Čajkovskij.

## Storia
Tchaikovsky iniziò a lavorare al poema sinfonico Fatum fra la fine di settembre ed i primi di ottobre del 1868.  Mise poi il lavoro in disparte preso dall'infatuazione per il mezzosoprano belga Désirée Artôt. Essi erano già giunti a discutere di matrimonio, ed avevano stabilito di rivedersi nell'autunno del 1869 a Parigi per gli ultimi particolari. Ella partì quindi per Varsavia per continuare la sua tournée con la compagnia, ma alla fine finirà con lo sposare, con grande meraviglia di Čajkovskij, il baritono spagnolo Padilla y Ramos, suo compagno di lavoro nella compagnia d'opera.
Čajkovskij completò la struttura dell'opera fra il 21 ottobre ed il 2 novembre, e completò il lavoro entro dicembre del 1868. La prima venne data il 15 febbraio 1869, come ottavo concerto della Russian Musical Society a Mosca, sotto la direzione di Nikolai Rubinstein. Čajkovskij non aveva scritto l'opera con alcun intento noto ma, per la prima esecuzione, venne aggiunto in epigrafe alla partitura il testo in versi, di Konstantin Nikolaevič Batjuškov, sulla futilità della vita umana, anche se non è certo che sia stata un'idea di Tchaikovsky, o che lui avesse avuto familiarità con quei versi. Mentre il pubblico era sconcertato dalla discrepanza tra la malinconia dei versi di Batyushkov ed il tenore più luminoso della musica - la sua introduzione maestosa, lirica e di danza comel'Allegro e finale - applaudì calorosamente la musica. La sera del debutto, Čajkovskij scrisse a suo fratello Anatoli, "Sembra che sia la cosa migliore che abbia scritto finora, almeno, è quello che dice la gente (un notevole successo)."
Čajkovskij inviò l'opera a Mily Balakirev, chiedendogli di accettare la dedica.  Balakirev accettò e disse di voler organizzare una nuova esecuzione, senza dire di cosa pensasse della musica. Fatum venne eseguita nuovamente a San Pietroburgo il 17 marzo, al nono concerto della Russian Musical Society, sotto la direzione di Balakirev, ma la seconda esecuzione non ebbe il successo della prima.  Balakirev scrisse a Čajkovskij:
(M. Balakirev che vi stima sinceramente.)
Altri critici fecero riferimento alla sua eterogeneità artistica. Da quel momento, sia Čajkovskij che Désirée Artôt ebbero un ripensamento sul loro progetto matrimoniale. Non disse nulla di questo, ma rimase comunque scioccato quando apprese, attraverso un terzo, (Nikolaj Rubinstein), che Désirée Artôt aveva sposato un altro uomo nel settembre 1869. Il parere di Čajkovskij su Fatum era nel frattempo cambiato e riteneva l'opera come un fallimento. Distrusse pertanto il manoscritto nel 1870 e l'opera non venne più eseguita nel corso della sua vita. Egli riutilizzò comunque il tema lirico di Fatum in un duetto fra Natalia e Andrei nel IV atto dell'opera Opričnik, trasponendone però la tonalità da La bemolle maggiore a Re bemolle maggiore. Nel 1896, dopo la morte di Čajkovskij, l'opera venne ricostruita dagli spartiti originali per orchestra e pubblicata da Mitrofan Belyayev come op. 77 postuma.
Il pezzo ha una durata di circa 14 minuti ed è stato più volte registrato su disco.

## Organico orchestrale
L'orchestra prevede l'impiego di: piccolo, 2 flauti, 2 oboe, corno inglese, 2 clarinetti in Si, 2 fagotti, 4 corni francesi, 3 trombe in Fa, 3 tromboni, tuba, timpani, xilofono, triangolo, tam-tam, arpa e archi.